# کمربند آتشفشانی آند

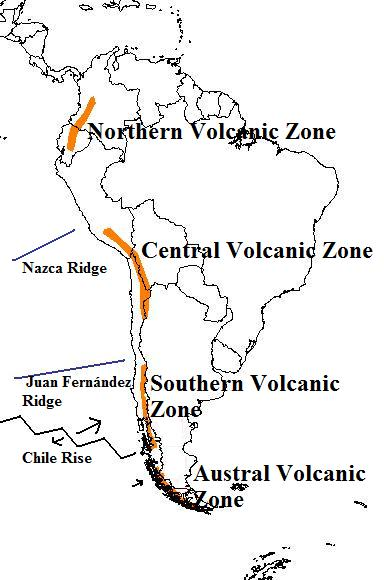
نقشهٔ کمان آتشفشانی

 در رشته‌کوه آند، و فرورانش سازه‌های مؤثر بر آتشفشان]]
کمربند آتشفشانی آند (به انگلیسی: Andean Volcanic Belt) یک کمربند آتشفشانی در امتداد رشته‌کوه آند، در کلمبیا، بولیوی، پرو، اکوادور، شیلی، و آرژانتین است. کمربند آتشفشانی آند نتیجهٔ فرورانش صفحه نازکا به زیر صفحه آمریکای جنوبی است.